# Neostylopyga schultzei
Neostylopyga schultzei es una especie de cucaracha del género Neostylopyga, familia Blattidae.

## Distribución
Esta especie se encuentra en islas Nueva Guinea.